# 艾琳·麥肯尼
艾琳·麥肯尼（英語：Erin McKenney，1998年4月9日—）是一位美國人權運動者。

## 早年生活與教育
麥肯尼為新罕布夏州出身，早年因為她在行動主義與其服務的成就而受到認可，獲得青年美國的行動主義獎（Activism Award）以及天主教曼徹斯特教區的聖提摩太獎（St. Timothy's Award）。她也在整個高中時期，於新罕布夏州議會大廈實習，該實習為女孩搖滾議會大廈（Girls Rock! the Capitol）的一部份；她高度評價這個計畫，決定了她主要的生涯目標。她藉由在兒童與家庭法規委員會（Child and Family Law Committee）工作，認知到她所熱愛的政治生涯是透過社會計畫來改善生活的能力，但她更喜歡直接與民眾打交道。她也曾是新罕布夏州立法青年諮詢委員會（New Hampshire Legislative Youth Advisory Council）成員。
在她就讀拉斐特學院期間，獲得馬奎斯獎學金（Marquis Scholar）資助。目前她正攻讀心理學、人類學與社會學。

## 宣傳工作
麥肯尼致力於宣傳工作，建立了一個以角色為基礎的女性青少年科學計畫稱為好奇科學計畫（Curiosity Science Program），因而獲得美國女童軍的金質獎章 。該計畫包含一系列互動實驗活動，每個活動都與相關領域的女科學家聯繫在一起。她收集全球STEM領域女性的信件，並分送給她的學生，試圖協助青少年女性找到STEM社群中與她們有聯繫的正面案例並予以分享及支持。
在麥肯尼接受BBC專訪時解釋，「教導一個女孩，讓她的聲音值得被聽到，是她所能接受的教導中最有價值的一堂課，」而且「人們需要知道他們在世界上的位置，就是他們想要去的任何地方。沒有任何一份工作專屬於男性或女性。真正重要的是他們正在做他們相信的事情。」這個計畫獲得了BBC的認可，並列為2016年全球百大女性的其中一位成員，她也是其中最年輕的成員之一。麥肯尼也在倫敦與BBC共同舉辦全球百大女性維基百科編輯松，致力於建立更多關於女性的條目，因為她相信這能夠提高作為年輕女性榜樣人物的知名度。
麥肯尼也活躍於特殊教育的宣傳，致力於接納神經多樣性的社群並傾聽他們的聲音。